# Том, Рене
Рене́ Фредери́к Том (фр. René Frédéric Thom, 2 сентября 1923, Монбельяр, Ду, Франция — 25 октября 2002, Бюр-сюр-Иветт, Эссонна, Франция) — французский математик, член Французской академии наук (1976).

## Биография
Окончил Высшую нормальную школу, ученик Анри Картана. Преподавал в университетах Страсбурга и Гренобля. С 1964 года работал в Институте высших научных исследований.
Главные работы — в области алгебраической и дифференциальной топологии. Уже в диссертации, посвященной расслоённым пространствам, были заложены основные идеи, которые позже были развиты Томом в теорию кобордизмов — первой так называемой экстраординарной теории когомологий (то есть теории когомологий, не удовлетворяющей аксиоме размерности Стинрода — Эйленберга: {\displaystyle H^{n}(\star )=0} при {\displaystyle n\neq 0}, где {\displaystyle \star } — одноточечное пространство). За создание теории кобордизмов в 1958 году получил Филдсовскую премию.
Также занимался теорией особенностей, где создал самый известный её раздел — теорию катастроф, которую старался применить к различным вопросам — от лингвистики до объяснения формы цветков, при этом, в отличие от своих последователей (Кристофера Зимана и других), Том был значительно более осторожен в предположениях.

## Книги на русском языке
- Том Р. Структурная устойчивость и морфогенез. — М.: Логос, 2002
- Том Р. Математические модели морфогенеза. — М. — Ижевск: НИЦ «Регулярная и хаотическая динамика», Институт компьютерных исследований, 2006. — 136 с.